# Ernährung nach den Fünf Elementen
Die Ernährung nach den Fünf Elementen ist die Übertragung von Teilen der Traditionellen Chinesischen Medizin (TCM) auf die in westlichen Ländern übliche Ernährung. Sie basiert auf der Lehre der Fünf Elemente: Holz, Feuer, Erde, Metall und Wasser. Sie unterscheidet sich allerdings erheblich von der chinesischen Diätetik, also der Diätetik nach den Grundsätzen der TCM.
Grundlage der Ernährungslehre sind wie in der TCM insgesamt die Vorstellungen von Yin und Yang. Besteht im Körper ein harmonisches Gleichgewicht dieser Energien, ist der Mensch gesund. Die Ernährung dient dazu, diese Harmonie zu fördern und zu erhalten.

## Klassifizierung der Lebensmittel
Die chinesische Ernährungslehre teilt auch Lebensmittel nach Yin und Yang ein, wobei Yin für Kälte und Yang für Wärme steht. Diese Einteilung ist nicht zu verwechseln mit der tatsächlichen Temperatur der Speisen: Yin-Lebensmittel sind zum Beispiel viele Obstsorten, Gurken, Tomaten, grüner Tee und Milch. Als Yang gelten unter anderem Trockenobst, Fenchel, Lauch, Gewürze, Fleisch und Fisch. Es gibt auch eine Gruppe neutraler Nahrungsmittel wie Kohl, Möhren, Hülsenfrüchte oder Getreide. Ein und dasselbe Lebensmittel kann je nach Reifegrad unterschiedlichen Elementen zugeordnet werden: Da eine unreife Birne wenig Qi hat, wird sie dem Holzelement zugeordnet. Die vollreife Frucht zählt zum Erdelement.
Parallel werden die Lebensmittel auch noch in fünf Gruppen nach den Elementen eingeteilt:
- Dem Element Holz entspricht der saure Geschmack. Hierzu gehören zum Beispiel Essig, Orangen, Tomaten, Weizen und Huhn.
- Dem Element Feuer wird der bittere Geschmack zugeordnet. Entsprechende Lebensmittel sind etwa Rote Bete, Rucola, Roggen und Schafkäse.
- Dem Element Erde entspricht der süße Geschmack und Lebensmittel wie Kartoffeln, Mais, Butter, Eier, Rindfleisch und Karotten.
- Zum Element Metall gehört der scharfe Geschmack und Nahrungsmittel wie Zwiebeln, Senf und Gänsebraten.
- Dem Element Wasser wird der salzige Geschmack zugeordnet. Entsprechende Lebensmittel sind Salz, Fisch, Hülsenfrüchte, Oliven und Wasser.

Sowohl zu viel Yin als auch zu viel Yang im Körper erzeugen nach der Lehre der TCM Krankheiten oder Befindlichkeitsstörungen. Da der Anteil der Energien bei jedem Menschen individuell ist, kann die für ihn richtige Ernährung nach den Fünf Elementen nur nach einer vorherigen Feststellung der Yin- und Yang-Anteile festgelegt werden, um keine unerwünschten Wirkungen hervorzurufen. Zu viel Yin wird dann durch ein Schwergewicht der Yang-Lebensmittel ausgeglichen, zu viel Yang durch Yin-Zufuhr. Die Basis der Mahlzeiten bilden jedoch neutrale Nahrungsmittel.
Die „echte“ chinesische Ernährungslehre kennt sogar fünf Abstufungen, nämlich heiß, warm, neutral, erfrischend und kalt. Außerdem geht sie davon aus, dass die „richtigen“ Nahrungsmittel in der Region wachsen, in der der Mensch lebt. Die Ernährungsempfehlungen für Europäer sind allein deshalb andere als für Asiaten. Rohkost wird hauptsächlich Leistungssportlern und körperlich hart arbeitenden Personen empfohlen, ansonsten wird gekochte Kost bevorzugt, da zur Verdauung von Rohkost mehr Energie verbraucht wird. Die Ernährungsempfehlungen richten sich auch nach der jeweiligen Jahreszeit. Kalte Lebensmittel sollen überwiegend im Sommer bzw. der warmen Jahreszeit gegessen werden, warme Lebensmittel dagegen im Winter bzw. der kalten Jahreszeit. Die Qualität der Speisen lässt sich aber durch die Zubereitungsart beeinflussen: „Yinisierend“ wirken Blanchieren und Kochen in viel Wasser, „yangisierend“ sind Grillen, Braten und langsames Kochen.
Jede Mahlzeit soll möglichst alle fünf Geschmacksrichtungen (sauer, bitter, süß, scharf, salzig) und auch alle fünf Farben (grün, rot, gelb, weiß und blau/schwarz) enthalten. Vegetariern wird empfohlen, möglichst viele gekochte Speisen zu essen, um genügend Energie zu erhalten. Industriell stark verarbeitete Lebensmittel und Tiefkühlkost werden abgelehnt, ebenso die Zubereitung im Mikrowellenofen. Eine besondere Form der Kochkunst ist das „Kochen im Elementezyklus“, bei dem beginnend mit dem Element Feuer die jeweiligen Zutaten nach und nach zugegeben werden, wobei kein Element ausgelassen werden darf. Für Kinder werden vor allem Lebensmittel des Erdelements empfohlen.

## Kritik
Die Einteilung in Yin und Yang, sowie die Einteilung nach der Fünf-Elemente-Lehre sind nicht wissenschaftlich begründet, sondern von der daoistischen Weltanschauung geprägt.
Weiterhin wird der esoterische Energiebegriff verwendet, um den Energiegehalt von Lebensmitteln zu bewerten. Dies steht einer objektiven Bewertung der Nährstoffqualität eines Lebensmittel entgegen. Beispielsweise können Nährstoffe durch starke Erwärmung zerstört und damit die biologische Wertigkeit eines Lebensmittels verringert werden.
Auch für die grundsätzliche Ablehnung, ein Lebensmittel in einem Mikrowellenofen zu erwärmen, gibt es keine wissenschaftlich belegbare Begründung. Vor allem ist dies auch widersprüchlich, da andere Methoden, wie kochen, braten oder grillen – bei denen die Speisen auf viel höhere Temperaturen erhitzt werden –, ausdrücklich empfohlen werden. Dieser Widerspruch wird damit begründet, dass die Strahlung der Mikrowelle vom „Schwingungsmuster“ her ähnlich Krebszellen sei und somit angenommen wird, dass Mikrowellenstrahlung Krebs erzeugt.
Positiv kann dem gegenübergestellt werden, dass die Verwendung von frischen und möglichst unterschiedlichen Zutaten (Farbe, Geschmack) tatsächlich zu einer Verbesserung der Nährstoffaufnahme führt. Da konkrete Mengenangaben fehlen und subjektiv bestimmt werden, kann es dennoch zu einer Fehlernährung kommen.